# Depths of Wikipedia
Depths of Wikipedia (traducido al español como Profundidades de Wikipedia) es una cuenta de Instagram, Twitter y TikTok dedicada a resaltar hechos extraños e interesantes de la enciclopedia en línea Wikipedia en inglés. Creada en Instagram en 2020 por Annie Rauwerda, una estudiante universitaria de la Universidad de Míchigan, la cuenta comparte extractos de varios artículos de Wikipedia sobre temas humorísticos o absurdos.
Rauwerda también ha organizado un taller de edición de Wikipedia y espectáculos de comedia en vivo en relación con Depths of Wikipedia.

## Creación

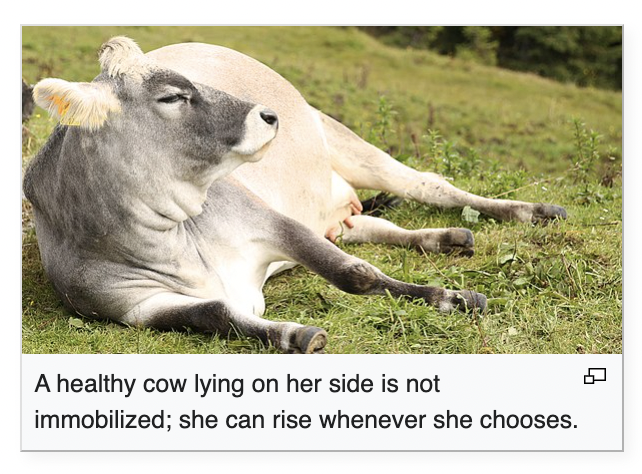
Rauwerda ha citado esta imagen y el pie de foto, tomados del artículo sobre el tumbado de vacas, como inspiración para Depths of Wikipedia.

Depths of Wikipedia fue creada en abril de 2020 por Annie Rauwerda, una estudiante de neurociencia de la Universidad de Míchigan. Rauwerda creó la cuenta como un proyecto personal al comienzo de la pandemia de COVID-19 con la intención de compartir hechos extraños, sorprendentes e interesantes de la Wikipedia en inglés. Según Rauwerda, el proyecto se inspiró en un collage de extractos de Wikipedia que había hecho para un zine de un amigo, y en una fotografía del artículo de Wikipedia en inglés que versa sobre el fenómeno del tumbado de vacas. Ella había estado interesada en Wikipedia antes de comenzar el proyecto, pasando tiempo leyendo la enciclopedia en línea cuando era niña y haciendo wikiracing con amigos en la escuela secundaria y preparatoria.
Una gran atención inicial se produjo después de que Rauwerda publicara en la recién creada cuenta en redes sociales una captura de pantalla de una revisión de un artículo de Wikipedia en inglés que decía que la ocupación de la celebridad de Internet Caroline Calloway era "nada". Después de que Calloway se percató, Rauwerda se disculpó y, posteriormente, Calloway compartió la cuenta con sus seguidores, lo que generó un rápido crecimiento.
Tras el aumento de seguidores de su cuenta de Instagram, Rauwerda creó cuentas de TikTok y Twitter del mismo nombre, y lanzó un boletín informativo que cubría páginas inusuales de Wikipedia en inglés con mayor detalle.

## Actividad

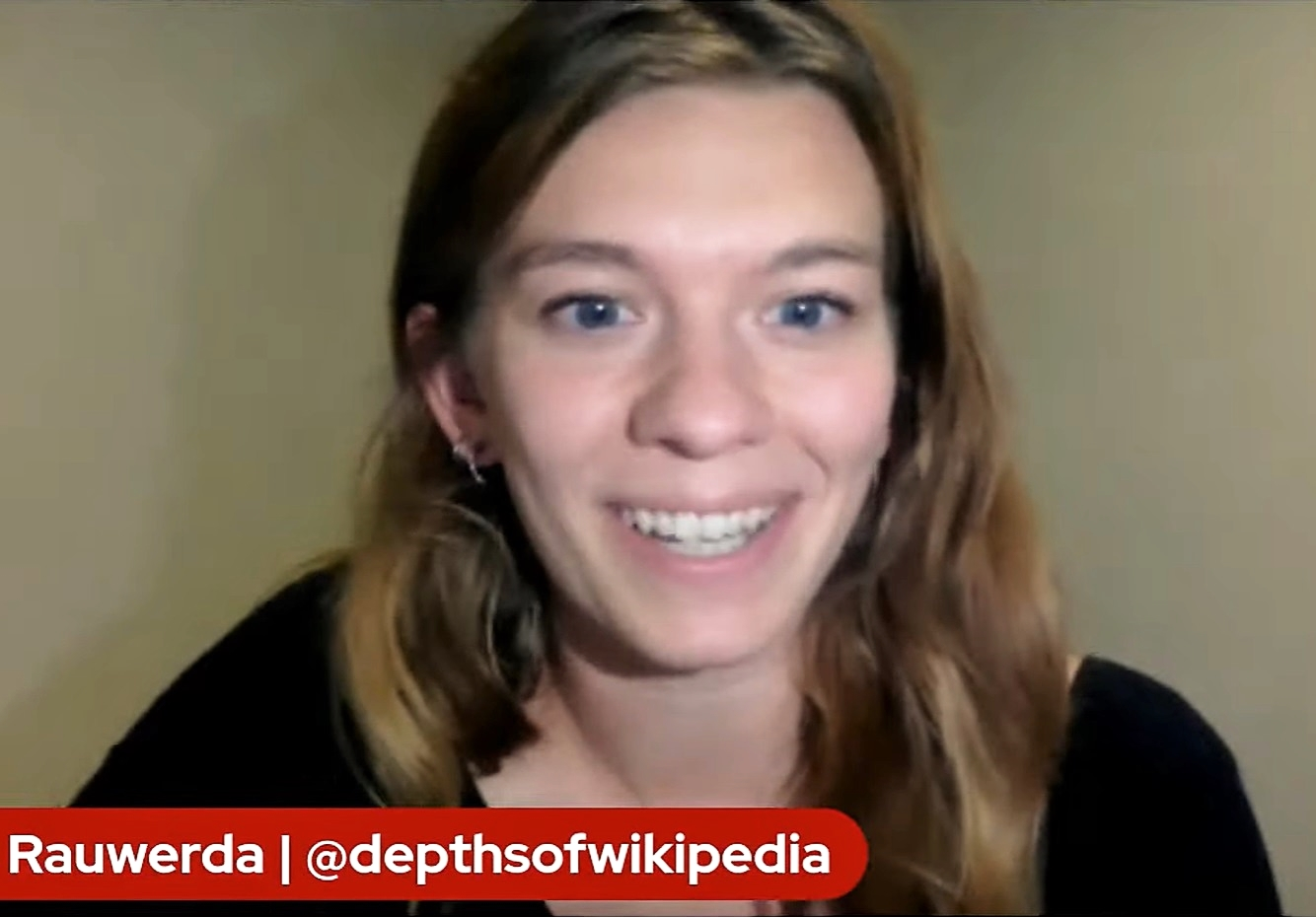
Annie Rauwerda en Wikipedia Weekly en 2021

Depths of Wikipedia ha llamado la atención en artículos sobre temas que incluyen pantalones explosivos, Gandhi nuclear, ajedrez en un tablero realmente grande y papas sexualmente activos.
Según Rauwerda, a menudo recibe envíos de artículos de Wikipedia para publicar, pero es selectiva al elegir qué compartir. En octubre de 2021, afirmó que estaba recibiendo "probablemente entre 30 y 50 envíos de usuarios por día".
Rauwerda aprovechó la viralidad de su cuenta para aumentar el conocimiento de la edición de Wikipedia a través de un taller de edición en enero de 2021, que atrajo a 107 editores y resultó en ediciones que se vieron más de 500 000 veces en ese mes. Es editora de Wikipedia. También ha presentado programas de comedia en vivo basados en curiosidades de Wikipedia.

## Recepción
Los seguidores notables de la cuenta Depths of Wikipedia incluyen a Neil Gaiman, John Mayer, Troye Sivan y Olivia Wilde.
Según Heather Woods, profesora de retórica y tecnología en la Universidad Estatal de Kansas, Depths of Wikipedia "hace que Internet se sienta más pequeño", al "ofrecer puntos de entrada atractivos, o a veces hilarantemente poco atractivos, a la cultura de Internet". Zachary McCune, director de marca de la Fundación Wikimedia, describió la cuenta como "un lugar donde Wikipedia cobra vida, como un recorrido nocturno por lo mejor de Wikipedia".